# День пам'яті жертв Кавказької війни
День пам'яті та скорботи за жертвами Кавказької війни XIX століття або День пам'яті жертв Кавказької війни (адиг. Шъыгъо-шӏэжъ маф, кабард. Щыгъуэ-щӏэж махуэ
, абх. Амҳаџьырра амш, абаз. Хъмаштылра мшы) — відзначається щорічно 21 травня. Вибір дати пов'язаний з тим, що 21 травня 1864 року генерал Граббе провів військовий парад в урочищі Кбаада (Червона Поляна). Так завершилася кровопролитна Кавказька війна, в результаті якої Російська імперія остаточно встановила свій контроль над територією Північного Кавказу.
Урядом частково визнаної республіки Абхазія 21 травня офіційно оголошено державним днем скорботи.